# Jogos Ístmicos
Em honra a Poseidon, a cada dois anos eram promovidos os Jogos Ístmicos, que tiveram extraordinária importância e esplendor na antiga Hélade. Eram realizados no Istmo de Corinto, ponto de ligação entre a Grécia continental e o Peloponeso. Esses torneios recebiam um grande número de participantes e espectadores, levando-se em consideração o fato de Corinto ser um dos mais importantes centros comerciais e de diversões daquele tempo. 
Não se sabe a data em que os Jogos Ístmicos começaram a ser disputados. Embora não haja referência à organização, administração ou esportes praticados, desenhos da época levam os historiadores a crer que nestes jogos eram disputadas provas hípicas, atléticas, musicais, literárias e náuticas. A partir de 580 a.C. os concursos de poesia e música passaram a ser acessíveis também às mulheres. Em um destes, Píndaro, grande poeta lírico, foi derrotado cinco vezes pela poetisa Corina. Os vencedores dos Jogos Ístmicos recebiam como prêmio uma palma e uma coroa de folhas de pinheiro.
Muitas festas e espetáculos solenes eram realizados em tributo do divino Senhor dos Mares, sendo que os do Istmo de Corinto e do Circo de Roma eram-lhe especialmente consagrados sob o nome de Hípio. 